# 玛丽号护卫舰
玛丽号是德意志帝国海军于19世纪80年代建造的卡罗拉级护卫舰的三号舰，得名于施瓦茨堡-鲁多尔施塔特的玛丽——她于1868年成为梅克伦堡-什未林大公夫人。为了在德国殖民帝国服役，该舰的设计结合了蒸汽和风帆动力以扩大航程，并装备有十门150毫米口径炮。玛丽号于1880年在汉堡的赖厄施蒂格船厂开始铺设龙骨，成为第一艘在该市建造的德国军舰。它于1881年8月下水，至1883年5月竣工并投入舰队服役。
玛丽号在入役后立即被派往海外，最初是去往南美洲，它在那里的南乔治亚岛接载了第一届国际极地年的德国参与者。在观察了1883年底和1884年初太平洋战争的后果后，该舰又被转移到西太平洋的德属新几内亚；当它在新梅克伦堡附近意外搁浅并严重受损时，这一部署被迫中断，必须返回德国接受大修。玛丽号于1892年重新启用，开始第二次海外航行。1891年智利内战后，它被派往智利保护德国公民，后于1893年在巴西附近与两艘姊妹舰会合，以应对当地爆发的舰队起义。这三艘舰于1894年转往东亚，在那里它们构成了东亚分舰队的核心，并在甲午战争期间负责保护在中国的德国公民。1895年年中，该舰被召回德国，返程途中曾在摩洛哥停留，以执行两名德国公民遇害的和解协议。1895年9月抵达德国后，它随即退役。玛丽号后来被分配到预备役训练部队，但从未得到启用。相反，它最终于1904年正式从海军名录中除籍，至五年后出售报废。

## 设计
为了扩充当时已严重老化的德国海外巡洋舰队，德意志帝国海军于1870年代末订购了六艘卡罗拉级护卫舰。它们的主要任务是驻地执勤，以维护德国在未设基地的外国水域以及德国殖民帝国的利益。因此，这些舰只将作为舰队侦察兵，并在德国感兴趣的海外地区执行长期巡逻任务。
玛丽号的水线长和全长分别为70.6米和76.35米，有12.5米的舷宽以及4.98米的前吃水。其标准排水量为2,147吨，满载时则可达2,424吨。标准船员编制为13名军官及285名水兵。该舰由一台卧式两缸双胀蒸汽机提供动力，用以驱动一副直径为5.02米的双叶螺旋桨；蒸汽则由六台燃煤火管锅炉供应，这使得它在2,129匹公制馬力（1,566千瓦特）额定功率下的最高航速可达14節（26每小時），并且能够以10節（19每小時）的速度连续航行3,420海里（6,330）。在建造时，玛丽号曾配备有完整的三桅帆索具，以便在煤炭可能稀缺的海外长期部署时作为蒸汽机的辅助动力。
玛丽号装备有十门150毫米22倍径后装式箍炮作为主舰炮，并搭载了两门87毫米24倍径箍炮和六门37毫米哈乞开斯转膛炮作为辅助。在服役生涯后期，其87毫米炮则被替换为两门88毫米30倍径速射炮，并获得了十门未记录型号的37毫米机关炮。

## 服役历史
玛丽号是为替换老旧的护卫舰菲内塔号而以“菲内塔代舰”（Ersatz Vineta）作为合同代号发包予汉堡的赖厄施蒂格船厂承建。这是来自汉堡的造船厂首次获得德意志帝国海军的军舰订单。新护卫舰的龙骨自1880年开始铺设，至1881年8月20日下水。在下水仪式上，由时任汉堡市长古斯塔夫·海因里希·基申保尔发表演说，并主持将舰只冠以梅克伦堡-什未林大公夫人——来自施瓦茨堡-鲁多尔施塔特的玛丽之名。舾装工作完成后，玛丽号于9月12日被转移至威廉港以安装武器。海试于10月下旬展开，但当时尚未投运。直至1883年5月1日，该舰才正式入役，并被部署至南美水域。

### 第一次海外部署
1883年5月17日，玛丽号从威廉港启程前往南美，以轮替驻扎在当地的毛奇号。7月9日，该舰在巴西的里约热内卢遇到了炮舰信天翁号。玛丽号进而继续前往智利的蓬塔阿雷纳斯，至8月2日在那里与毛奇号会合。随后，该舰进一步前往南乔治亚岛，但途中遭遇恶劣的天气。它失去了两艘舰载艇，并在风暴中受损，被迫停靠在福克兰群岛的斯坦利港进行维修。8月23日，它得以重返航行，至9月1日抵达南乔治亚岛东侧的毛奇湾。在那里，该舰接载了第一届国际极地年的德国分遣队，这支分遣队是在一年前由毛奇号带到岛上的。科学家们带着他们的设备登上了玛丽号，并于9月6日驶往乌拉圭的蒙得维的亚。玛丽号于9月25日抵达港口，并将科学家和设备转移到汉堡南美航运公司的波斯波利斯号轮船（Persepolis）上，由后者将他们带回德国。在前往南乔治亚岛和返回蒙得维的亚期间，玛丽号测试了一款新的航程指示装置。随后还进行了其他类似的研究。

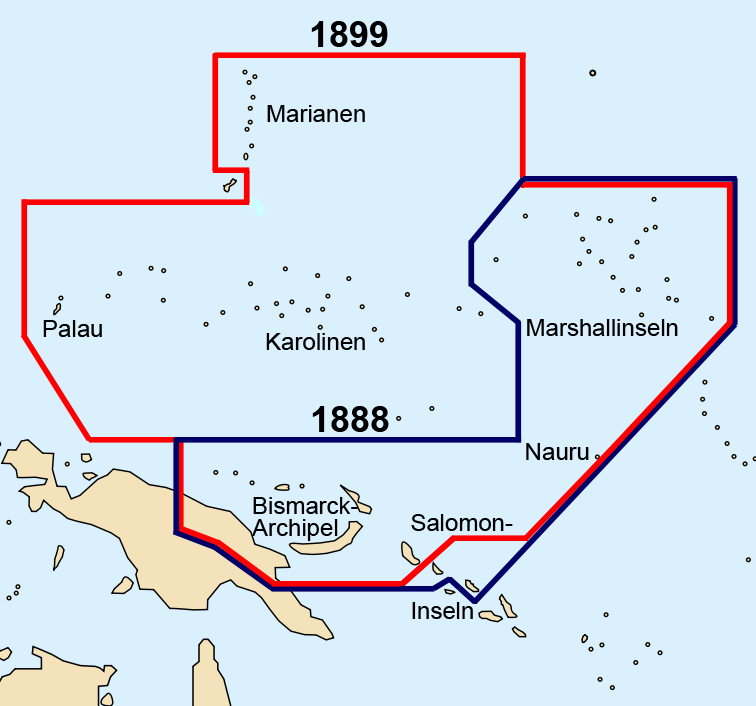
德属新几内亚地图

1883年10月10日，玛丽号离开蒙得维的亚，穿过麦哲伦海峡进入太平洋。它于11月20日抵达智利瓦尔帕莱索，以观察秘鲁和玻利维亚一方与智利一方之间的太平洋战争的影响。智利和秘鲁于10月20日签署了《安孔条约》，但玛丽号一直驻泊在该地区，直到1884年1月，它才开始沿美洲大陆西岸的南美港口巡航，一直向北抵达危地马拉的圣何塞港。在秘鲁的卡亚俄停留期间，该舰接到命令于9月17日前往太平洋中部的萨摩亚。
萨摩亚当时在美、英、德三国之间存在争议，这三个大国都试图扩大他们在当地的影响力。玛丽号于1884年10月30日抵达阿皮亚，汉堡德国南海群岛贸易和种植公司（Deutsche Handels- und Plantagengesellschaft der Südsee-Inseln zu Hamburg，简称DHPG）得以利用该舰的存在来控制萨摩亚的财政和警察。玛丽号在当地一直驻留到11月14日，然后启程前往美拉尼西亚，这是德国在西太平洋殖民地德属新几内亚的一部分。该舰的任务是加强德国在当地的军事力量，以确保德国能在英国的反对下接管在新几内亚东北岸的威廉皇帝领，但此举未能实现。它在美拉尼西亚与护卫舰伊丽莎白号和炮舰鬣狗号会合。玛丽号首先在新波美拉尼亚的马图皮驻泊，以接替即将前往东亚水域的伊丽莎白号。
1884年12月26日，玛丽号在新梅克伦堡附近巡航时触礁搁浅。船员们不得不从舰上卸下相当大重量的物件，使舰只在三天后才得以松脱。潜水员经过勘测后确定该舰受损严重：船舵毁坏，螺旋桨和传动轴无法工作，且艉部舱室漏水。1885年1月4日，它驶入努萨岛附近的港口进行临时维修。在工作进行的同时，玛丽号派出一支12人的队伍搭乘舰载艇，将事故的消息传递到约200海里（370）外的米约科岛。两天后，他们在当地遇到了鬣狗号，后者前往努萨岛协助维修。DHPG的蒸汽船萨摩亚号也于2月1日抵达，并带来了亟需的物资。到3月7日，玛丽号重新适于航海，它与鬣狗号一同启程前往澳大利亚，但在途中必须由鬣狗号拖曳行进。两舰于4月16日抵达凯佩尔湾，由等候在当地的巡洋巡防舰施托施号将玛丽号拖到悉尼接受进一步维修，工期从5月6日持续至9月29日。从旱坞出来后，玛丽号缓慢驶回德国，以避免损坏的舰体受压。它于1886年2月9日抵达威廉港，就地退役并进行大修。

### 第二次海外部署
维修完成后，玛丽号便一直搁置在船厂，直到1892年底，它才重新入役，在常驻巡洋分舰队接替其姊妹舰索菲号。当时，帝国海军已经实施了一项计划，德国殖民地将由炮舰实施保护，而大型军舰要么会置入预备役，要么会被编入常驻分舰队，以便能够对危机作出快速反应。因此，从1893年1月至3月，玛丽号都隶属于由海军少将弗里德里希·冯·帕维尔兹指挥的常驻巡洋分舰队。然而，在该舰加入分舰队之前，它先被派往南美沿岸，以应对1891年智利内战。玛丽号于12月17日离开威廉港，1893年3月26日抵达瓦尔帕莱索，途中曾在阿根廷的布宜诺斯艾利斯和蒙得维的亚停留；彼时战争刚刚结束，但海军总司令部认为，为了保护德国的利益，军舰在场仍然是必要的。这时巡洋分舰队已经解散，玛丽号正式独立航行。
与1884年一样，玛丽号访问了南美西岸的港口，并留在该地区直至1894年1月。由于巴西爆发舰队起义，促使帝国海军将该舰派往当地保护德国的利益，并要求它在那里与姊妹舰亚历山德里娜号和阿科纳号集结。玛丽号于1月25日至2月8日在蒙特港停靠，然后绕过合恩角向北前往巴西。它于2月24日与阿科纳号会合后，这三艘护卫舰一直便留在巴西，直到4月才被派往东亚，以应对中、日两国在朝鲜半岛问题上日益紧张的关系。5月8日，玛丽号离开里约热内卢，但由于发动机故障而被迫于6月再次在蒙特港停留，从而推迟了其原定于7月12日在卡亚俄与其它两舰会合的日程。这三艘舰在那里停留直至8月15日，此时中日甲午战争已经爆发。它们随后横渡太平洋，于9月26日抵达日本横滨。玛丽号继而独自前往大沽口，并到访了黄海的其他港口。
1894年11月，三舰在中国烟台重新集结。东亚巡洋分舰队于11月25日在此成立，并以阿科纳号为旗舰。新式的巡洋护卫舰伊雷妮号则于1895年2月中旬抵达以强化该部队。与此同时，日本军队已经在中国的山东半岛登陆，几个欧洲列强的军舰便集结起来，派遣登陆部队上岸保护他们在该地区的国民；玛丽号是这次行动的一部分，尽管其官兵在2月12日就回到了舰上。伊雷妮号的姊妹舰威廉王妃号于6月抵达，轮替了奉命返回德国的玛丽号。后者遂于6月中旬在新加坡经停，穿越印度洋，进入红海，然后通过苏伊士运河。7月21日，它在塞得港停留期间又接到命令前往摩洛哥，以协助执行与地方当局就两名德国商人被谋杀一事达成的和解方案。8月8日，该舰在丹吉尔加入了由防护巡洋舰奥古斯塔皇后号、岸防舰哈根号和施托施号组成的分舰队。8月20日，摩洛哥当局同意和解，其他三艘舰离开，留下玛丽号以确保赔款到位。
1895年9月初问题解决后，玛丽号也离开摩洛哥，至9月16日抵达基尔。它在那里退役，然后于1896年4月9日被编入预备役训练部队。然而，由于将其重启为一艘炮术训练舰的改造成本太高，该舰实际并未以此目的服役。相反，玛丽号最终于1904年10月29日正式从海军名录中除籍，至1909年出售，并在斯德丁拆解报废。